# Environment and Climate Change Canada
Environment and Climate Change Canada (ECCC, englisch) bzw. wegen der staatlichen kanadischen Zweisprachigkeit gleichberechtigt auch Environnement et Changement climatique Canada (ECCC, französisch) ist das nationale Umweltministerium von Kanada. Die Behörde hat ihren Hauptsitz in der Hauptstadt Ottawa. Die Aufgaben der Behörde sind der Umweltschutz, Artenschutz, Wetter- und meteorologische Informationen.

## Geschichte
Environment Canada wurde am 11. Juni 1971 durch die Zusammenführung der bis dahin eigenständigen Behörden, dem Meteorological Service of Canada, gegründet 1871, und dem  Canadian Wildlife Service, gegründet 1947, geschaffen. Die Behörde war zuständig für atmosphärische Umweltanalysen, Umweltschutz, Fischerei, Land-, Wald- und Artenschutz, Gewässerschutz.
In den 1970er Jahren wurden die Wetteranalysen und Informationen verbessert. Dafür wurden mehrere regionale Standorte eröffnet. Des Weiteren wurde ein Weatheradio System eingerichtet und das Canadian Climate Centre eröffnet.
1979 wurde die Zuständigkeit für die Fischerei an eine neugegründete Behörde, die heute als Fisheries and Oceans Canada operiert, übergeben.
Nach der Wahl von Justin Trudeau im Oktober 2015 zum Ministerpräsidenten wurde das bisher als Environment Canada bezeichnete Umweltministerium in Environment and Climate Change Canada umbenannt, um die Verantwortung für den Klimawandel auszudrücken.

## Zuständigkeiten
- Parks Canada/Parcs Canada
- Historic Sites and Monuments Board of Canada/Commission des lieux et monuments historiques du Canada
- Meteorological Service of Canada (Wetter- und meteorologische Vorhersagen)
- Canadian Ice Service
- Canadian Environmental Assessment Agency (Sicherung des Umweltschutzes)
- Water Survey of Canada
- National Pollutant Release Inventory